# بشاير جمعة
بشاير جمعة هي ميكب آسترت وممثلة مسرحية (مواليد 17 نوفمبر 1985) وزوجة عدنان كمال.

## الحياة الشخصية
تزوجت من عدنان كمال وأنجبت منه 6 أبناء وكونت فريق عمل في عائلتها بالتمثيل Bjlife.

## قائمة العمل
المسرحيات
- ون أو تو (2024-)
- مسرحية الوحش (2025-)